# Royal Dublin Society
La Royal Dublin Society, habituellement connue sous l'abréviation RDS, ou, en irlandais Cumann Ríoga Bhaile Átha Cliath (CRBÁC), est fondée le 25 juin 1731 pour « promouvoir et développer l'agriculture, les arts, l'industrie, et la science en Irlande ». Son siège est à Ballsbridge, au sud de Dublin.

## Nom et origine
La société est fondée à l'origine par des membres de la « Dublin Philosophical Society », « afin d'améliorer l'agriculture, l'industrie et autres arts utiles ». Le 8 juillet 1731, deux semaines après sa fondation initiale, la mention « et les sciences » est ajoutée au nom.
Le but de cette société de Dublin est de promouvoir le développement des arts, de l'industrie et de la science en Irlande. Le préfixe « Royal » est ajouté en 1820, quand le roi George IV devient le parrain de la société.

## Locaux

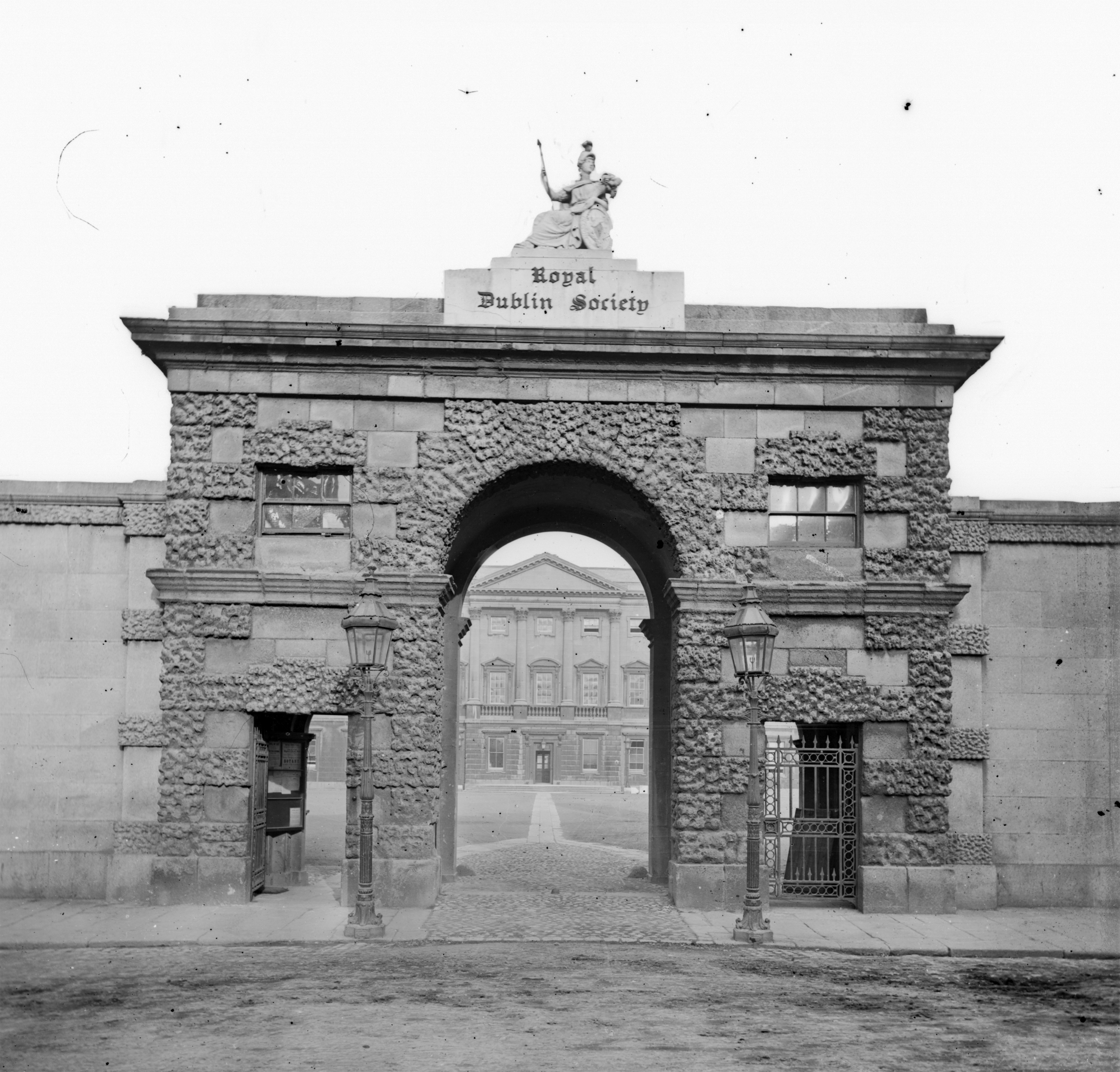
Arche d'entrée à Leinster House, environ 1863-1880

La société acquiert en 1879 ses locaux actuels de Ballsbridge, dont la surface est passée depuis lors de six à seize hectares. Ces lieux abritent un certain nombre de halls d'exposition, situés dans le hall principal (« RDS Main Hall »), un stade (le « RDS Arena »), des salles de réunion, des bars, des restaurants, et un pavillon annexe appelé « RDS Simmoncourt ».

### RDS Main Hall
Le « RDS Main Hall » est un pôle important pour les expositions, les concerts et les autres événements culturels à Dublin. Il accueille par exemple chaque année en janvier l'« Exposition technologique des jeunes scientifiques » (Young Scientist and Technology Exhibition).

### Pavillon Simmoncourt
Le pavillon Simmoncourt a une capacité d'environ 7 000 places, et il devrait accueillir le « Meteor Music Awards » en février 2008, ainsi qu'un certain nombre de concerts, comme The Smashing Pumpkins et Avril Lavigne. Ce pavillon sert, pendant une semaine, d'écurie pour les chevaux de jumping (saut d'obstacles) durant le « Dublin Horse Show »

### RDS Arena

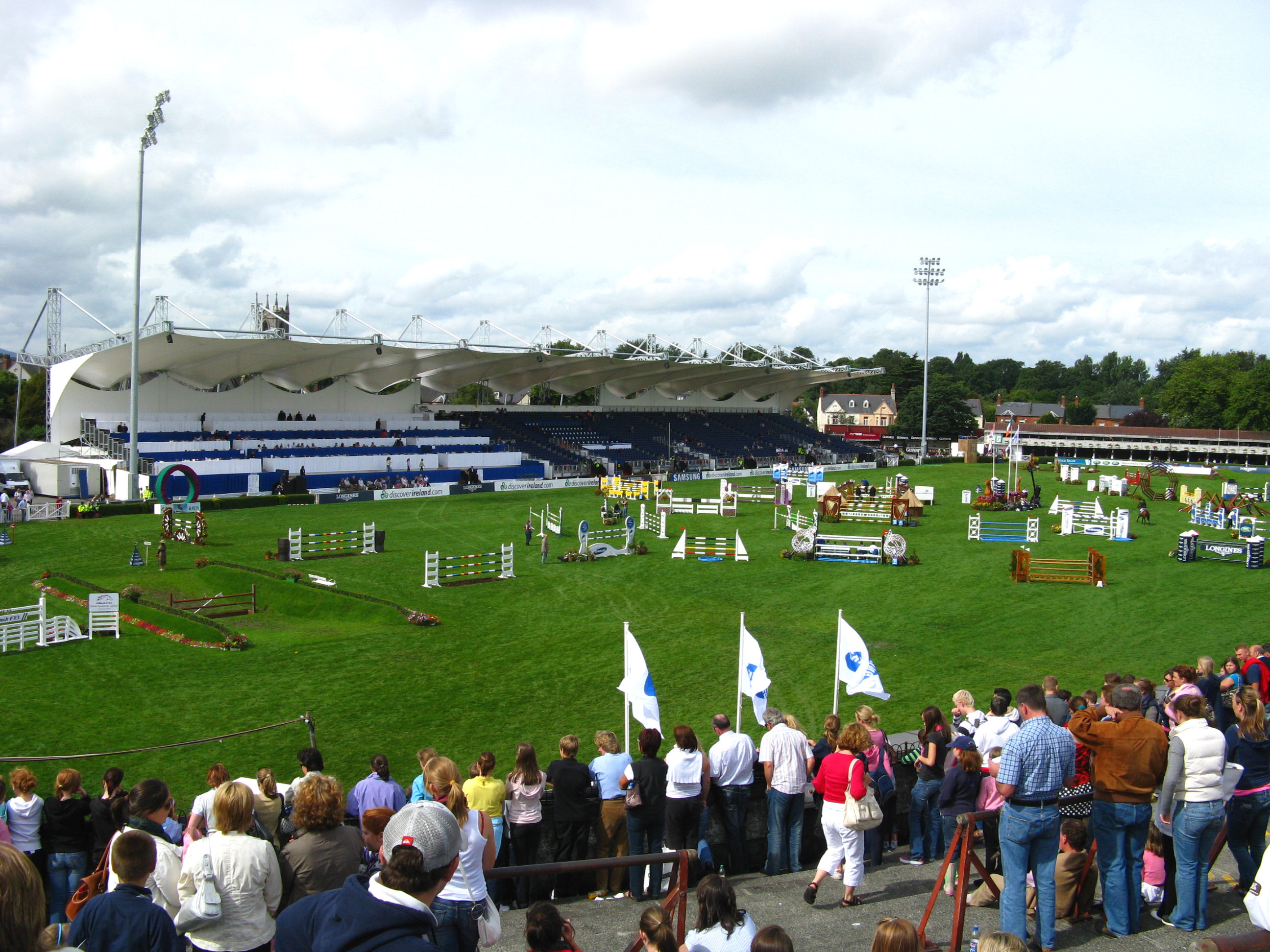
saut d'obstacles en 2008